# Campeonato Sul-Americano de Futebol Sub-17 de 2013
O Campeonato Sul-Americano de Futebol Sub-17 de 2013 foi a 15ª edição da competição organizada pela Confederação Sul-Americana de Futebol (CONMEBOL) para jogadores com até 17 anos de idade. O torneio foi classificatório para o Campeonato Mundial da categoria, que aconteceu nos Emirados Árabes Unidos.
Foi a segunda vez que a Argentina organizou esse torneio, após mais de vinte anos da primeira edição, em 1985, quando ainda era para menores de 16 anos. O time da casa conquistou o título da categoria pela terceira vez, o primeiro desde 2003. Venezuela, Brasil e Uruguai completaram a relação de classificados para o mundial sub-17.

## Equipes participantes
Todas as dez equipes filiadas a CONMEBOL participaram do evento:
| - Argentina - Bolívia - Brasil - Chile - Colômbia | - Equador - Paraguai - Peru - Uruguai - Venezuela |

## Sedes
Duas cidades sediaram o torneio.
| Mendoza                                | Mendoza San Luis |
| -------------------------------------- | ---------------- |
| Estádio Malvinas Argentinas            | Mendoza San Luis |
| Capacidade: 40 268                     | Mendoza San Luis |
|                                        | Mendoza San Luis |
| San Luis                               | Mendoza San Luis |
| Estádio Provincial Juan Gilberto Funes | Mendoza San Luis |
| Capacidade: 15 000                     | Mendoza San Luis |
|                                        | Mendoza San Luis |

## Árbitros
A Comissão de Árbitros da CONMEBOL selecionou quatorze árbitros e dez assistentes para o torneio.
| Árbitros                                  | Assistentes                     |
| ----------------------------------------- | ------------------------------- |
| ARG Silvio Trucco ARG Germán Delfino      | ARG Gustavo Rossi               |
| BOL José Jordán                           | BOL Wilson Arellano             |
| BRA Péricles Cortez BRA Paulo de Oliveira | BRA Fabricio Vilarinho da Silva |
| CHI Carlos Ulloa CHI Julio Bascuñán       | CHI Raúl Orellana               |
| COL Adrián Vélez                          | COL Alexander Guzman            |

| Árbitros                             | Assistentes            |
| ------------------------------------ | ---------------------- |
| ECU Roddy Zambrano                   | ECU Luis Vera Mantuano |
| PAR Ulises Mereles                   | PAR Juan Zorrilla      |
| PER Diego Haro                       | PER Braulio Cornejo    |
| URU Fernando Falce                   | URU Gabriel Popovits   |
| VEN José Argote VEN Marlon Escalante | VEN Luis Murillo       |

## Fórmula de disputa
As dez equipes participantes foram divididas em dois grupos de cinco para a disputa da primeira fase, onde enfrentaram os adversários dentro do grupo, totalizando quatro partidas para cada. As três equipes com o maior número de pontos em cada grupo avançaram para a fase final, disputada no sistema de todos contra todos. A equipe que somou o maior número de pontos ao final das cinco partidas foi declarada campeã sul-americana sub-17 e se classificou ao Campeonato Mundial de Futebol Sub-17 de 2013, assim como o vice-campeão, o terceiro e o quarto colocados.
Em caso de empate por pontos, a classificação se determinaria através dos seguintes critérios, seguindo a ordem:
1. Saldo de gols
2. Número de gols a favor (gols pró)
3. Resultado da partida entre as equipes em questão
4. Sorteio

## Primeira fase
Todas as partidas seguem o fuso horário da Argentina (UTC-3).

### Grupo A
| Seleção   | P | J | V | E | D | GP | GC | SG |
| --------- | - | - | - | - | - | -- | -- | -- |
| Paraguai  | 8 | 4 | 2 | 2 | 0 | 7  | 2  | +5 |
| Argentina | 6 | 4 | 2 | 0 | 2 | 7  | 7  | 0  |
| Venezuela | 5 | 4 | 1 | 2 | 1 | 1  | 3  | –2 |
| Equador   | 4 | 4 | 1 | 1 | 2 | 2  | 4  | –2 |
| Colômbia  | 3 | 4 | 0 | 3 | 1 | 3  | 4  | –1 |

Primeira rodada
| 2 de abril | Paraguai   | 1 – 1     | Colômbia   | Estádio Provincial Juan Gilberto Funes, San Luis |
| 17:05      | Medina 62' | Relatório | Torres 63' | Árbitro: URU Fernando Falce                      |

| 2 de abril | Argentina | 0 – 2     | Equador                      | Estádio Provincial Juan Gilberto Funes, San Luis |
| 19:10      |           | Relatório | Porozo 43' · Vega 50' (g.c.) | Árbitro: BRA Paulo de Oliveira                   |

Segunda rodada
| 4 de abril | Equador | 0 – 1     | Venezuela | Estádio Provincial Juan Gilberto Funes, San Luis |
| 17:05      |         | Relatório | Ponce 16' | Árbitro: BOL José Jordán                         |

| 4 de abril | Argentina        | 1 – 3     | Paraguai                          | Estádio Provincial Juan Gilberto Funes, San Luis |
| 19:10      | López 11' (g.c.) | Relatório | A. Sanabria 9', 29' · Cáceres 88' | Árbitro: CHI Julio Bascuñán                      |

Terceira rodada
| 6 de abril | Equador | 0 – 0     | Colômbia | Estádio Provincial Juan Gilberto Funes, San Luis |
| 17:05      |         | Relatório |          | Árbitro: BRA Péricles Cortez                     |

| 6 de abril | Argentina                     | 3 – 0     | Venezuela | Estádio Provincial Juan Gilberto Funes, San Luis |
| 19:10      | Driussi 4', 63' · Sánchez 60' | Relatório |           | Árbitro: PER Diego Haro                          |

Quarta rodada
| 8 de abril | Paraguai                          | 3 – 0     | Equador | Estádio Provincial Juan Gilberto Funes, San Luis |
| 17:05      | Medina 50', 83' · A. Sanabria 53' | Relatório |         | Árbitro: CHI Carlos Ulloa                        |

| 8 de abril | Colômbia | 0 – 0     | Venezuela | Estádio Provincial Juan Gilberto Funes, San Luis |
| 19:10      |          | Relatório |           | Árbitro: URU Fernando Falce                      |

Quinta rodada
| 10 de abril | Paraguai | 0 – 0     | Venezuela | Estádio Provincial Juan Gilberto Funes, San Luis |
| 17:05       |          | Relatório |           | Árbitro: BRA Péricles Cortez                     |

| 10 de abril | Argentina                           | 3 – 2     | Colômbia                   | Estádio Provincial Juan Gilberto Funes, San Luis |
| 19:10       | Vega 13' · Pérez 41' · Leszczuk 60' | Relatório | Rodríguez 48' · Moreno 84' | Árbitro: BOL José Jordán                         |

### Grupo B
| Seleção | P  | J | V | E | D | GP | GC | SG |
| ------- | -- | - | - | - | - | -- | -- | -- |
| Brasil  | 10 | 4 | 3 | 1 | 0 | 8  | 2  | +6 |
| Uruguai | 8  | 4 | 2 | 2 | 0 | 9  | 3  | +6 |
| Peru    | 4  | 4 | 1 | 1 | 2 | 2  | 6  | –4 |
| Chile   | 3  | 4 | 0 | 3 | 1 | 3  | 4  | –1 |
| Bolívia | 1  | 4 | 0 | 1 | 3 | 3  | 10 | –7 |

Primeira rodada
| 3 de abril | Uruguai                       | 2 – 0     | Peru | Estádio Malvinas Argentinas, Mendoza |
| 17:05      | Buschiazzo 22' · Méndez 90+1' | Relatório |      | Árbitro: PAR Ulises Mereles          |

| 3 de abril | Brasil     | 1 – 0     | Chile | Estádio Malvinas Argentinas, Mendoza |
| 19:10      | Kenedy 23' | Relatório |       | Árbitro: COL Adrián Vélez            |

Segunda rodada
| 5 de abril | Chile        | 1 – 1     | Bolívia       | Estádio Malvinas Argentinas, Mendoza |
| 17:05      | Carvallo 85' | Relatório | Algarañaz 58' | Árbitro: VEN José Argote             |

| 5 de abril | Brasil       | 1 – 1     | Uruguai     | Estádio Malvinas Argentinas, Mendoza |
| 19:10      | Mosquito 51' | Relatório | Latorre 40' | Árbitro: ARG Germán Delfino          |

Terceira rodada
| 7 de abril | Uruguai    | 1 – 1     | Chile     | Estádio Malvinas Argentinas, Mendoza |
| 17:05      | Latorre 1' | Relatório | Vegas 42' | Árbitro: VEN Marlon Escalante        |

| 7 de abril | Peru        | 1 – 0     | Bolívia | Estádio Malvinas Argentinas, Mendoza |
| 19:10      | Artiaga 64' | Relatório |         | Árbitro: ARG Silvio Trucco           |

Quarta rodada
| 9 de abril | Chile             | 1 – 1     | Peru       | Estádio Malvinas Argentinas, Mendoza |
| 19:00      | Medel 90+1' (pen) | Relatório | Garcés 58' | Árbitro: PAR Ulises Mereles          |

| 9 de abril | Brasil                                 | 3 – 1     | Bolívia    | Estádio Malvinas Argentinas, Mendoza |
| 21:00      | Boschilia 50' · Kenedy 73' · Abner 79' | Relatório | Flores 43' | Árbitro: ECU Roddy Zambrano          |

Quinta rodada
| 11 de abril | Uruguai                                            | 5 – 1     | Bolívia    | Estádio Malvinas Argentinas, Mendoza |
| 17:05       | Méndez 7' · Acosta 36', 37', 48' · Pizzichillo 58' | Relatório | Aquino 71' | Árbitro: COL Adrián Vélez            |

| 11 de abril | Brasil                              | 3 – 0     | Peru | Estádio Malvinas Argentinas, Mendoza |
| 19:10       | Lincoln 29' · Caio 46' · Kenedy 70' | Relatório |      | Árbitro: ARG Silvio Trucco           |

## Fase final
| Seleção   | P | J | V | E | D | GP | GC | SG |
| --------- | - | - | - | - | - | -- | -- | -- |
| Argentina | 9 | 5 | 2 | 3 | 0 | 10 | 6  | +4 |
| Venezuela | 9 | 5 | 2 | 3 | 0 | 7  | 5  | +2 |
| Brasil    | 9 | 5 | 2 | 3 | 0 | 6  | 4  | +2 |
| Uruguai   | 8 | 5 | 2 | 2 | 1 | 11 | 9  | +2 |
| Paraguai  | 4 | 5 | 1 | 1 | 3 | 7  | 10 | –3 |
| Peru      | 0 | 5 | 0 | 0 | 5 | 6  | 13 | –7 |

Primeira rodada
| 14 de abril | Brasil       | 1 – 0     | Uruguai | Estádio Provincial Juan Gilberto Funes, San Luis |
| 15:00       | Mosquito 21' | Relatório |         | Árbitro: CHI Julio Bascuñán                      |

| 14 de abril | Paraguai | 0 – 1     | Venezuela | Estádio Provincial Juan Gilberto Funes, San Luis |
| 17:05       |          | Relatório | Ponce 54' | Árbitro: ARG Germán Delfino                      |

| 14 de abril | Argentina               | 2 – 0     | Peru | Estádio Provincial Juan Gilberto Funes, San Luis |
| 19:10       | Pérez 42' · Sánchez 51' | Relatório |      | Árbitro: ECU Roddy Zambrano                      |

Segunda rodada
| 17 de abril | Paraguai                                       | 3 – 1     | Peru       | Estádio Provincial Juan Gilberto Funes, San Luis |
| 15:00       | A. Sanabria 53' · Medina 64' · J. Sanabria 90' | Relatório | Garcés 71' | Árbitro: BOL José Jordán                         |

| 17 de abril | Brasil        | 1 – 1     | Venezuela       | Estádio Provincial Juan Gilberto Funes, San Luis |
| 17:05       | Boschilia 26' | Relatório | Ponce 74' (pen) | Árbitro: CHI Carlos Ulloa                        |

| 17 de abril | Argentina                   | 3 – 3     | Uruguai                                 | Estádio Provincial Juan Gilberto Funes, San Luis |
| 19:10       | Driussi 3', 12' · Storm 88' | Relatório | Benítez 45+3' · Acosta 47' · Méndez 74' | Árbitro: COL Adrián Vélez                        |

Terceira rodada
| 21 de abril | Venezuela      | 2 – 1     | Peru         | Estádio Provincial Juan Gilberto Funes, San Luis |
| 15:00       | Ponce 58', 74' | Relatório | da Silva 33' | Árbitro: ARG Germán Delfino                      |

| 21 de abril | Paraguai        | 1 – 3     | Uruguai                             | Estádio Provincial Juan Gilberto Funes, San Luis |
| 17:05       | A. Sanabria 68' | Relatório | Benítez 1' · Méndez 8' · Acosta 16' | Árbitro: BRA Paulo de Oliveira                   |

| 21 de abril | Brasil | 0 – 0     | Argentina | Estádio Provincial Juan Gilberto Funes, San Luis |
| 19:10       |        | Relatório |           | Árbitro: VEN Marlon Escalante                    |

Quarta rodada
| 24 de abril | Venezuela | 1 – 1     | Uruguai    | Estádio Provincial Juan Gilberto Funes, San Luis |
| 15:00       | Ponce 81' | Relatório | Acosta 41' | Árbitro: BOL José Jordán                         |

| 24 de abril | Brasil                   | 2 – 1     | Peru       | Estádio Provincial Juan Gilberto Funes, San Luis |
| 17:05       | Kenedy 53' · Ewandro 85' | Relatório | Garcés 90' | Árbitro: CHI Julio Bascuñán                      |

| 24 de abril | Paraguai  | 1 – 3     | Argentina                                     | Estádio Provincial Juan Gilberto Funes, San Luis |
| 19:10       | López 89' | Relatório | Leszczuk 25' · Driussi 33' · Astina 40' (pen) | Árbitro: CHI Carlos Ulloa                        |

Quinta rodada
| 28 de abril | Paraguai                         | 2 – 2     | Brasil          | Estádio Provincial Juan Gilberto Funes, San Luis |
| 15:00       | Martínez 18' · A. Sanabria 90+1' | Relatório | Kenedy 32', 78' | Árbitro: COL Adrián Vélez                        |

| 28 de abril | Uruguai                               | 4 – 3     | Peru                            | Estádio Provincial Juan Gilberto Funes, San Luis |
| 17:05       | Acosta 3', 30' · Pizzichillo 17', 65' | Relatório | da Silva 20', 64' · Artiaga 69' | Árbitro: CHI Carlos Ulloa                        |

| 28 de abril | Argentina       | 2 – 2     | Venezuela            | Estádio Provincial Juan Gilberto Funes, San Luis |
| 19:10       | Suárez 19', 72' | Relatório | Ponce 15' · Peña 90' | Árbitro: ECU Roddy Zambrano                      |

## Premiação
| Campeonato Sul-Americano Sub-17 de 2013 |
| Argentina                               |
| --------------------------------------- |
| ARGENTINA Campeã (3º título)            |

## Artilharia
| 8 gols (1) - URU Franco Acosta 7 gols (1) - VEN Andrés Ponce 6 gols (2) - BRA Kenedy - PAR Antonio Sanabria 5 gols (1) - ARG Sebastián Driussi 4 gols (2) - PAR Jesús Medina - URU Alan Kevin Méndez 3 gols (3) - PER Beto da Silva - PER Renzo Garcés - URU Franco Pizzichillo 2 gols (9) - ARG Franco Pérez | 2 gols (continuação) - ARG Iván Leszczuk - ARG Leonardo Suárez - ARG Matías Sánchez - BRA Boschilia - BRA Mosquito - PER Dangelo Artiaga - URU Gonzalo Latorre - URU Marcio Benítez 1 gol (22) - ARG Leandro Vega - ARG Marcelo Storm - ARG Marcos Astina - BOL Carmelo Algarañaz - BOL José Armando Flores - BRA Abner - BRA Caio - BRA Ewandro - BRA Lincoln | 1 gol (continuação) - CHI Bryan Carvallo - CHI Kevin Medel - CHI Sebastián Vegas - COL Gustavo Torres - COL Joao Rodríguez - COL Marlos Moreno - ECU Daniel Porozo - PAR Alex Cáceres - PAR José Sanabria - PAR Ronaldo Martínez - PAR Santiago López - URU Fabrizio Buschiazzo - VEN Ronaldo Peña Gols-contra (2) - ARG Leandro Vega (para a Equador) - PAR Santiago López (para a Argentina) |